# النوبة التونسية
النوبة التونسية، هي موسيقى وفلكلور تونسي، تتركب من معزوفات، ومقطوعات غنائية تتوالى حسب ما يلي:
- الاستفتاح:

وهو الجزء الأول للنوبة يؤدى بطريقة مرسلة أي لا يخضع لإيقاع، ويبنى على«الطبع» أو المقام الأساسي للنوبة فيبرز أهم خصائصه.
وكان في الماضي يؤدى بطريقة مرتجلة ثم تمّ ضبطه بكيفية تجعل العازفين قادرين على ادائه بطريقة موحّدة.
- المصدّر:

هو مقدمة موسيقية تشبه في هيكلتها البشرف أو السماعي التركي، وتتركب من خانتين أو ثلاثة يتخللها التسليم.
وتبنى على ايقاع ثقيل يسمى بدوره مصدّر 4/6 وتخـتم هذه المقدمة بالطوق والسلسلة وهما حركتان في ايقاع سريع 8/3 أو 8/6.
الملاحظ أن كل من الطوق والسلسلة يتركبان من خلية لحنية يعاد أدائها على مختلف درجات سلم المقام، انطلاقا من الجواب ووصولا إلى درجة الارتكاز.
- الأبيات:

تنشد الابيات التي تختار من قصيد بالفصحى في ايقاع بطيء يسمى بطايحي وتكون مسبقة بمقدمة موسيقية قصيرة.
- البطايحي:

وهي أبيات ملحنة في ايقاع البطايحي وتكون أيضا مسبقة بمقدمة موسيقية قصيرة في ايقاع سريع يسمى برول (4/2) ثم بطئ بطايحي.
- التوشية:

هي معزوفة تؤدى في مقام النوبة الموالية حسب الترتيب التقليدي المشار اليه آنفا، وتنطق التوشية في ايقاع البرول وتنتهي بإيقاع البطايحي، وتتخللها ارتجالات على مختلف الآلات الموسيقية.
- البراول (مفردها برول):

وهي مقطوعة غنائية استمدت من الإيقاع التي بنيت عليه وتشمل كل نوبة على عدد من البراول يتراوح بين الاثنين والاربعة يكون آخرها سريعا ويختم به الجزء الأول من النوبة.
- لدرج (وجمعها أدراج)

وهو زجل ملحّن في ايقاع ثقيل 4/6 يحمل التسمية نفسها، ويكون مسبقا بمقدمة موسيقية قصيرة تسمى «فارغة».
والملاحظ أن بعض الأدراج تبدأ بايقاع سريع يسمّى «الهروب» 4/2 يشبه من حيث عدد وحداته ايقاع «الملفوف» في الموسيقى الشرقية، ثم يختم بايقاع الدرج.
- الخفيف (وجمعها الخفايف):

خلافا لتسميته التي قد توحي بالسرعة في النسق، فإن الخفيف مبنيّ على ايقاع يحمل التسمية نفسها ويعتبر من الايقاعات الثقيلة نسبيّا 4/6 ويشبه من حيث عدد وحداته ايقاع الدرج في الموسيقى الشرقية مع فارق السرعة في التسق.
- الختم:

تنتهي النوبة بالختم (جمعها أختام) وهو غناء في ايقاع سريع 4/3 أو 8/6
- النصوص الشعرية للنوبات وتستهل النوبة ببيتين من الشعر الفصيح تطلق عليهمـا اصطلاحا تسمية بالجمع «أبيات» تليها موشحات وازجال تتّصل مواضيعها بالغزل والخمر والطبيعة، وتتضمّن بعض الأختام معاني تصوفية كالدعوة إلى التوحيد والتضرع إلى الله كي يعفو عن العبد المسيء كما هو الشأن في أغنية «من النوى يوم الفراق»...وقد جمعت نصوص النوبات والموشــحات والازجال التونســية مرفوقة بتراقيمها الموسيقية في تسع نشريات أصدرتها وزارة الشؤون الثقافية في تونس تحــت عنوان: «التراث الموسيقي التونسي»...الآلات الموسيقية تؤدى النوبات عادة بمجموعات موسيقية مصغّرة شبيهة بالتخت الشرقي وهي تضم من الآلات الوترية.